# Leon Goretzka
Leon Goretzka (* 6. února 1995, Bochum, Německo) je německý fotbalový záložník a reprezentant, od roku 2018 hráč klubu FC Bayern Mnichov.
Zúčastnil se vítězného Konfederačního poháru FIFA v roce 2017 a Mistrovství světa v roce 2018.

## Klubová kariéra
Leon Goretzka začal s fotbalem v klubu Werner SV 06 Bochum, než v roce 2001 přešel do VfL Bochum, v jehož dresu debutoval v profesionálním fotbale 4. srpna 2012 v utkání 2. Bundesligy proti Dynamu Drážďany. Na konečné výhře 2:1 se podílel jedním vstřeleným gólem.
V červnu 2013 přestoupil do prvoligového FC Schalke 04. V lednu 2018 oznámil vedení Schalke, že neprodlouží smlouvu a v létě téhož roku přestoupí do FC Bayern Mnichov.
Za Bayern si poprvé zahrál soutěžní utkání 12. srpna 2018 proti Eintrachtu Frankfurt v německém superpoháru, který bavorský celek získal výhrou 5:0. V průběhu druhého poločasu Goretzka vystřídal Thomase Müllera.
Proti Stuttgartu v Bundeslize si první zářijový den připsal svůj první gól v novém klubu a přispěl k výhře 3:0 v rámci tohoto jihoněmeckého derby. Tentokráte nastoupil již v základní sestavě.

## Reprezentační kariéra
Leon Goretzka reprezentoval Německo v mládežnických kategoriích U16, U17, U19, a U21. Zúčastnil se Mistrovství Evropy hráčů do 17 let 2012 ve Slovinsku, kde Německo prohrálo ve finále s Nizozemskem v penaltovém rozstřelu. Na tomto turnaji byl kapitánem a vstřelil dvě branky (v semifinále s Polskem vítězný gól a ve finále s Nizozemskem).
Zúčastnil se LOH 2016 v brazilském Rio de Janeiru, kde Němci získali stříbrné medaile po finálové porážce 4:5 v penaltovém rozstřelu proti Brazílii.
V A-mužstvu Německa debutoval 13. května 2014 v přátelském zápase v Hamburku proti reprezentaci Polska (remíza 0:0).
Trenér Německa Joachim Löw jej zařadil do širší nominace pro Mistrovství světa ve fotbale 2014 v Brazílii. Kvůli zranění ale musel být z nominace vyřazen.

## Úspěchy
Zdroj:

### Klubové
Bayern Mnichov
- 2× vítěz Bundesligy – 2018/19, 2019/20
- 2× vítěz Poháru DFB – 2018/19, 2019/20
- 1× vítěz Superpoháru DFL – 2018
- 1× vítěz Ligy mistrů UEFA – 2019/20
- 1× vítěz Superpoháru UEFA – 2020

### Reprezentační
Německá reprezentace
- 1× vítěz Konfederačního poháru FIFA – 2017

### Individuální
- Zlatá medaile Fritze Waltera – 2012
- nejlepší střelec Konfederačního poháru FIFA – 2017 (3 góly)
- Sestava sezóny Ligy mistrů UEFA – 2019/20[14]
- Tým sezóny Bundesligy podle kickeru – 2020/21[15]